# Saba Goglichidze
Saba Goglichidze (in georgiano საბა გოგლიჩიძე?; Kutaisi, 25 giugno 2004) è un calciatore georgiano, difensore dell'Udinese e della nazionale georgiana.

## Caratteristiche tecniche
Di ruolo difensore centrale, dispone di ottima fisicità e, anche grazie alla sua altezza (193 cm), sa farsi valere nel gioco aereo. Aggressivo nei contrasti, dispone anche di buona personalità anche con il pallone tra i piedi.

## Carriera

### Club
Goglichidze è cresciuto nel settore giovanile del T'orp'edo Kutaisi ed ha debuttato in prima squadra il 4 luglio 2021 nell'incontro di Erovnuli Liga perso 3-1 contro il Saburtalo Tbilisi.
Il 20 gennaio 2024, è stato acquistato a titolo definitivo dall'Empoli, in Serie A, che lo ha inizialmente assegnato alla propria formazione Primavera. Ha debuttato in massima serie il 31 agosto seguente, giocando da titolare nell'incontro pareggiato 1-1 contro il Bologna. Con il club toscano, ha collezionato in tutto 36 presenze fra campionato e coppa.
Il 5 agosto 2025, si trasferisce a titolo definitivo all'Udinese, sempre in Serie A, per circa quattro milioni di euro, firmando un contratto quinquennale con il club friulano.

### Nazionale
Ha giocato nelle nazionali giovanili georgiane Under-19 ed Under-21.
Il 1º settembre 2024 ha ricevuto la prima convocazione da parte della nazionale maggiore georgiana. Ha debuttato sei giorni più tardi nell'incontro di UEFA Nations League contro la Repubblica Ceca.

## Statistiche

### Presenze e reti nei club
Statistiche aggiornate al 5 agosto 2025.
| Stagione                 | Squadra                  | Campionato               | Campionato | Campionato | Coppe nazionali | Coppe nazionali | Coppe nazionali | Coppe continentali | Coppe continentali | Coppe continentali | Altre coppe | Altre coppe | Altre coppe | Totale | Totale | Totale |
| Stagione                 | Squadra                  | Comp                     | Pres       | Reti       | Comp            | Pres            | Reti            | Comp               | Pres               | Reti               | Comp        | Pres        | Reti        | Pres   | Reti   |        |
| ------------------------ | ------------------------ | ------------------------ | ---------- | ---------- | --------------- | --------------- | --------------- | ------------------ | ------------------ | ------------------ | ----------- | ----------- | ----------- | ------ | ------ | ------ |
| 2021                     | T'orp'edo Kutaisi        | EL                       | 1          | 0          | CG              | 0               | 0               | -                  | -                  | -                  | -           | -           | -           | 1      | 0      |        |
| 2022                     | T'orp'edo Kutaisi        | EL                       | 15         | 0          | CG              | 2               | 0               | -                  | -                  | -                  | -           | -           | -           | 17     | 0      |        |
| 2023                     | T'orp'edo Kutaisi        | EL                       | 14         | 0          | CG              | 0               | 0               | UECL               | 0                  | 0                  | -           | -           | -           | 14     | 0      |        |
| Totale T'orp'edo Kutaisi | Totale T'orp'edo Kutaisi | Totale T'orp'edo Kutaisi | 30         | 0          |                 | 2               | 0               |                    | 0                  | 0                  |             | -           | -           | 32     | 0      |        |
| gen.-giu. 2024           | Empoli                   | A                        | 0          | 0          | CI              | 0               | 0               | -                  | -                  | -                  | -           | -           | -           | 0      | 0      |        |
| 2024-2025                | Empoli                   | A                        | 33         | 0          | CI              | 3               | 0               | -                  | -                  | -                  | -           | -           | -           | 36     | 0      |        |
| Totale Empoli            | Totale Empoli            | Totale Empoli            | 33         | 0          |                 | 3               | 0               |                    | -                  | -                  |             | -           | -           | 36     | 0      |        |
| 2025-2026                | Udinese                  | A                        | -          | -          | CI              | -               | -               | -                  | -                  | -                  | -           | -           | -           | -      | -      |        |
| Totale carriera          | Totale carriera          | Totale carriera          | 63         | 0          |                 | 5               | 0               |                    | 0                  | 0                  |             | -           | -           | 68     | 0      |        |

### Cronologia presenze e reti in nazionale
| Cronologia completa delle presenze e delle reti in nazionale ― Georgia | Cronologia completa delle presenze e delle reti in nazionale ― Georgia | Cronologia completa delle presenze e delle reti in nazionale ― Georgia | Cronologia completa delle presenze e delle reti in nazionale ― Georgia | Cronologia completa delle presenze e delle reti in nazionale ― Georgia | Cronologia completa delle presenze e delle reti in nazionale ― Georgia | Cronologia completa delle presenze e delle reti in nazionale ― Georgia | Cronologia completa delle presenze e delle reti in nazionale ― Georgia |
| Data                                                                   | Città                                                                  | In casa                                                                | Risultato                                                              | Ospiti                                                                 | Competizione                                                           | Reti                                                                   | Note                                                                   |
| ---------------------------------------------------------------------- | ---------------------------------------------------------------------- | ---------------------------------------------------------------------- | ---------------------------------------------------------------------- | ---------------------------------------------------------------------- | ---------------------------------------------------------------------- | ---------------------------------------------------------------------- | ---------------------------------------------------------------------- |
| 7-9-2024                                                               | Tbilisi                                                                | Georgia                                                                | 4 – 1                                                                  | Rep. Ceca                                                              | UEFA Nations League 2024-2025 - 1º turno                               | -                                                                      | 88’                                                                    |
| 20-3-2025                                                              | Erevan                                                                 | Armenia                                                                | 0 – 3                                                                  | Georgia                                                                | UEFA Nations League 2024-2025 - Play-off                               | -                                                                      |                                                                        |
| 23-3-2025                                                              | Tbilisi                                                                | Georgia                                                                | 6 – 1                                                                  | Armenia                                                                | UEFA Nations League 2024-2025 - Play-off                               | -                                                                      | 69’                                                                    |
| Totale                                                                 |                                                                        | Presenze                                                               | 3                                                                      |                                                                        | Reti                                                                   | 0                                                                      |                                                                        |

| Cronologia completa delle presenze e delle reti in nazionale ― Georgia under 21 | Cronologia completa delle presenze e delle reti in nazionale ― Georgia under 21 | Cronologia completa delle presenze e delle reti in nazionale ― Georgia under 21 | Cronologia completa delle presenze e delle reti in nazionale ― Georgia under 21 | Cronologia completa delle presenze e delle reti in nazionale ― Georgia under 21 | Cronologia completa delle presenze e delle reti in nazionale ― Georgia under 21 | Cronologia completa delle presenze e delle reti in nazionale ― Georgia under 21 | Cronologia completa delle presenze e delle reti in nazionale ― Georgia under 21 |
| Data                                                                            | Città                                                                           | In casa                                                                         | Risultato                                                                       | Ospiti                                                                          | Competizione                                                                    | Reti                                                                            | Note                                                                            |
| ------------------------------------------------------------------------------- | ------------------------------------------------------------------------------- | ------------------------------------------------------------------------------- | ------------------------------------------------------------------------------- | ------------------------------------------------------------------------------- | ------------------------------------------------------------------------------- | ------------------------------------------------------------------------------- | ------------------------------------------------------------------------------- |
| 6-9-2023                                                                        | Kutaisi                                                                         | Georgia under 21                                                                | 2 – 0                                                                           | Gibilterra under 21                                                             | Qual. Europeo Under-21 2025                                                     | -                                                                               |                                                                                 |
| 12-9-2023                                                                       | Chișinău                                                                        | Moldavia under 21                                                               | 0 – 1                                                                           | Georgia under 21                                                                | Qual. Europeo Under-21 2025                                                     | -                                                                               |                                                                                 |
| 12-10-2023                                                                      | Batumi                                                                          | Georgia under 21                                                                | 0 – 3                                                                           | Paesi Bassi under 21                                                            | Qual. Europeo Under-21 2025                                                     | -                                                                               | 35’                                                                             |
| 17-10-2023                                                                      | Batumi                                                                          | Georgia under 21                                                                | 0 – 0                                                                           | Svezia under 21                                                                 | Qual. Europeo Under-21 2025                                                     | -                                                                               |                                                                                 |
| 22-3-2024                                                                       | Istanbul                                                                        | Turchia under 21                                                                | 2 – 1                                                                           | Georgia under 21                                                                | Amichevole                                                                      | -                                                                               | 86’                                                                             |
| 26-3-2024                                                                       | Gibilterra                                                                      | Gibilterra under 21                                                             | 0 – 2                                                                           | Georgia under 21                                                                | Qual. Europeo Under-21 2025                                                     | -                                                                               |                                                                                 |
| 6-6-2024                                                                        | Tbilisi                                                                         | Georgia under 21                                                                | 0 – 0                                                                           | Kazakistan under 21                                                             | Amichevole                                                                      | -                                                                               | 78’                                                                             |
| Totale                                                                          |                                                                                 | Presenze                                                                        | 7                                                                               |                                                                                 | Reti                                                                            | 0                                                                               |                                                                                 |

| Cronologia completa delle presenze e delle reti in nazionale ― Georgia under 19 | Cronologia completa delle presenze e delle reti in nazionale ― Georgia under 19 | Cronologia completa delle presenze e delle reti in nazionale ― Georgia under 19 | Cronologia completa delle presenze e delle reti in nazionale ― Georgia under 19 | Cronologia completa delle presenze e delle reti in nazionale ― Georgia under 19 | Cronologia completa delle presenze e delle reti in nazionale ― Georgia under 19 | Cronologia completa delle presenze e delle reti in nazionale ― Georgia under 19 | Cronologia completa delle presenze e delle reti in nazionale ― Georgia under 19 |
| Data                                                                            | Città                                                                           | In casa                                                                         | Risultato                                                                       | Ospiti                                                                          | Competizione                                                                    | Reti                                                                            | Note                                                                            |
| ------------------------------------------------------------------------------- | ------------------------------------------------------------------------------- | ------------------------------------------------------------------------------- | ------------------------------------------------------------------------------- | ------------------------------------------------------------------------------- | ------------------------------------------------------------------------------- | ------------------------------------------------------------------------------- | ------------------------------------------------------------------------------- |
| 11-2-2022                                                                       | Shefayim                                                                        | Israele under 19                                                                | 2 – 3                                                                           | Georgia under 19                                                                | Amichevole                                                                      | -                                                                               | 46’                                                                             |
| 21-9-2022                                                                       | Hjørring                                                                        | Georgia under 19                                                                | 1 – 3                                                                           | Danimarca under 19                                                              | Qual. Europeo Under-19 2023                                                     | -                                                                               |                                                                                 |
| 24-9-2022                                                                       | Hjørring                                                                        | Inghilterra under 19                                                            | 6 – 0                                                                           | Georgia under 19                                                                | Qual. Europeo Under-19 2023                                                     | -                                                                               |                                                                                 |
| 27-9-2022                                                                       | Hjørring                                                                        | Montenegro under 19                                                             | 3 – 1                                                                           | Georgia under 19                                                                | Qual. Europeo Under-19 2023                                                     | -                                                                               | 78’                                                                             |
| Totale                                                                          |                                                                                 | Presenze                                                                        | 4                                                                               |                                                                                 | Reti                                                                            | 0                                                                               |                                                                                 |